# Cocconato
Cocconato, également appelée Coconas, Coconnat ou Coconato, est une commune italienne d'environ 1 600 habitants située dans la province d'Asti, dans la région Piémont, dans le Nord-Ouest de l'Italie.

## Images

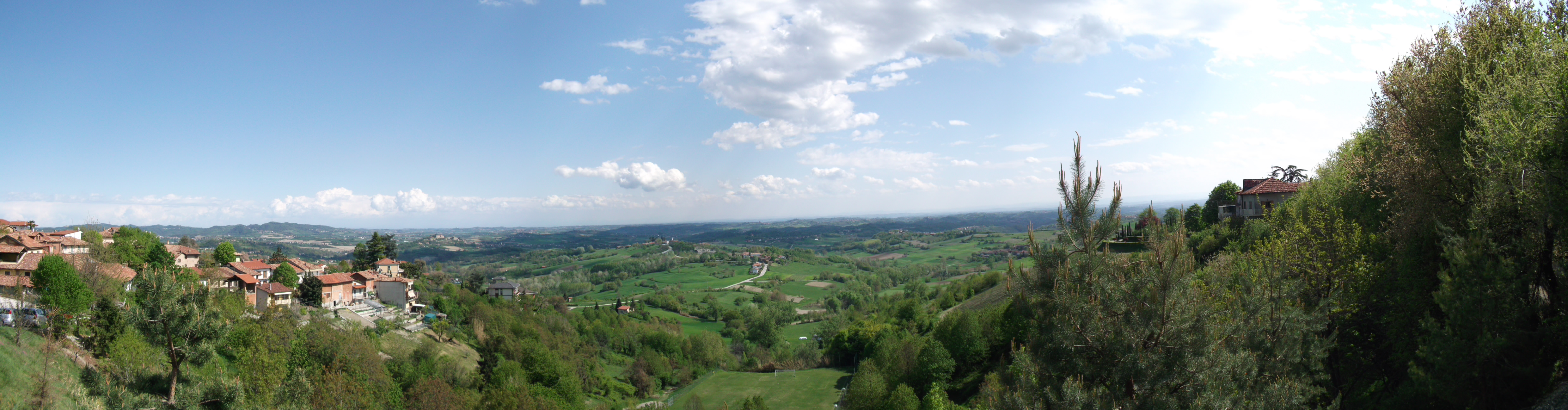
Cocconato, aperçu depuis le bas du Montferrat.

## Administration

### Hameaux (frazione)
- Bonvino
- Cocconito
- Foino
- Gesso
- Maroero
- Solza
- Spagnolino
- Stazione Cocconato
- Tabiella
- Tuffo
- Vastapaglia

### Communes limitrophes
- Aramengo
- Brozolo
- Montiglio Monferrato
- Moransengo
- Passerano Marmorito
- Piovà Massaia
- Robella
- Tonengo

## Jumelages
- Caissargues (France)

## Personnalités
- Annibal de Coconas